# Arianespace
Arianespace je francuska tvrtka odgovorna za marketing i rad svemirskih lansirnih sustava koje je razvila ArianeGroup, odnosno obitelji lansirnih raketa Ariane i Vega, stvorene 1980. Tvrtka se definira pod vlastitim uvjetima kao "operater lansiranja". Od 2007. godine, nakon sporazuma između Europska svemirska agencija (ESA) i ruske svemirske agencije Roscosmos, Arianespace je također odgovoran za lansiranje lansera Soyuz. Lansirajuća baza Ariane, smještena u Kourouu u Francuskoj Gvajani (Gvajanski svemirski centar), nudi Arianespaceu značajnu prednost u odnosu na konkurente zbog blizine ekvatora u području bez rizika od tropskih ciklona.

## Vanjske poveznice
- Službene stranice